# 青木俊矩
青木 俊矩（あおき としのり）は、安土桃山時代から江戸時代初期にかけての武将、大名。豊臣家の家臣。越前国金剛院城主。

## 略歴
父は青木一矩（紀伊守）というが、『青木系図』では一矩の弟の半右衛門矩貞の子で、一矩の甥であったが養子になったという異説が書かれている。
豊臣秀吉の従甥にあたり、馬廻衆として仕えた。天正20年（1592年）の文禄の役でも、馬廻衆の一人として肥前名護屋城に在番し、佐藤隠岐守の組に属していた。
慶長3年（1598年）の秀吉の死に際して、遺物長光の刀を受領した。慶長4年（1599年）、豊臣秀頼に伺候し、同年2月に（父の旧領であった）越前金剛院城主とされ、2万石に加増された。
慶長5年（1600年）の関ヶ原の戦いでは父と共に西軍につき、北国口を守るが、戦うことなく終戦となる。戦後、前田利長の家禄存続の口添えを受けたが許されず、改易されて失領し、加賀前田家に預けられた。
慶長13年（1608年）5月6日、金沢にて病死した。

## 系譜
- 父：青木一矩 または青木矩貞
- 室：不詳
  - 女子：宮内卿局 - 木村重茲室
  - 男子：青木久矩
  - 次男：青木泰矩 - 前田利長の家臣
  - 三男：青木昌矩 - 荘左衛門、三男で嫡男となるが、多病により馬に乗れず、隠棲。結城秀康に召されて、屋敷を与えられ、酒造業に転ず。平吹屋の祖